# Andrachne minutifolia
Andrachne minutifolia är en emblikaväxtart som beskrevs av Antonina Ivanovna Pojarkova. Andrachne minutifolia ingår i släktet Andrachne och familjen emblikaväxter. Inga underarter finns listade i Catalogue of Life.